# The Waifs (Palmer-Archipel)
The Waifs (englisch für Die Heimatlosen) sind eine Inselgruppe im Palmer-Archipel vor der Westküste der Antarktischen Halbinsel. Sie liegen inmitten der südöstlichen Einfahrt zum Schollaert-Kanal.
Teilnehmer der Belgica-Expedition (1897–1899) des belgischen Polarforschers Adrien de Gerlache de Gomery entdeckten die Inselgruppe. Ihr Name erscheint erstmals auf einer Landkarte, die auf Vermessungen durch Wissenschaftler der britischen Discovery Investigations aus dem Jahr 1927 basiert.